# قياس استثنائي
القياس الاستثنائي ما يكون عين النتيجة أو نقيضها مذكورا فيه بالفعل، كقولنا إن كان هذا جسما فهو متحيز، لكنه جسم، ينتج أنه متحيز، وهو بعينه مذكور من القياس، أو لكنه ليس بمتحيز، ينتج أنه ليس بجسم، ونقيضه قولنا: إنه جسم مذكور في القياس.